# جیک اوچینکلاس
جیکوب دانیل اوچینکلاس (‎/ˈɔːkɪnklɒs/‎ AW-kin-kloss؛ زادهٔ ۲۹ ژانویه ۱۹۸۸) سیاستمدار و تاجر آمریکایی است که از سال ۲۰۲۱ به عنوان نماینده ایالات متحده در حوزه چهارم کنگره ماساچوست خدمت می‌کند. او یکی از اعضای حزب دمکرات است.
جیکوب دانیل اوچینکلاس در نیوتن، ماساچوست، در خانواده لوری گلیمچر و هیو اوچینکلاس به دنیا آمد. پدر و مادر او هر دو پزشک دانشمند هستند. مادر او رئیس و مدیر عامل مؤسسه سرطان دانا فاربر است و پدرش به عنوان مدیر موسسه ملی آلرژی و بیماری‌های عفونی (NIAID) و جانشین آنتونی فائوچی در این سمت است. پدربزرگ مادری اوچینکلاس، ملوین جی. گلیمچر، پیشگام توسعه اندام‌های مصنوعی بود و به آکادمی ملی علوم معرفی شد. ناپدری او، گرگوری پتسکو، یک بیوشیمیدان و کارآفرین بیوتکنولوژی است که به یک متخصص جهانی در بیماری آلزایمر تبدیل شده است.